# ایزاک آبلین
ایزاک آبلین (آلمانی: Isaak Abelin؛ ‏ ۶ فوریهٔ ۱۸۸۳ – ۲۵ آوریل ۱۹۶۵) پزشک و فیزیولوژیست اهل سوئیس بود که واکنش آبلین را برای نخستین بار شرح داد. 
او مدرک پزشکی خود را از دانشگاه برن در سال ۱۹۱۰ دریافت داشت و در سال ۱۹۲۷ میلادی استاد رشتهٔ فیزیولوژی شد. فعالیت او بیشتر در زمینه‌های تغذیه، متابولیسم و غده تیروئید بود.